# Achot Ier d'Ibérie
Pour les articles homonymes, voir Achot Ier.
Achot Ier d'Ibérie, dit Achot Ier le Curopalate (en géorgien : აშოტ I კურაპალატი, Achot I Kurapalati), est un prince-primat d'Ibérie pour le Calife et le Basileus qui lui accorde le titre de curopalate (fin du VIIIe siècle - 20 janvier 830).

## Origine légendaire
La Chronique géorgienne du prince Vakhoust fait d'Achot le descendant direct du prince-primat d'Ibérie] du VIe siècle Gouaram Ier (570-595), le prétendu premier souverain bagratide d'Ibérie. Toutefois, cette tradition n'est pas acceptable car on sait que le père d'Achot, Adarnassé Bagration, est le petit-fils d'Achot III d'Arménie (732-748), prince-primat d'Arménie pour le Calife. La mère d'Achot Ier est quant à elle la fille unique de Nersé Nersiani, prince-primat d'Ibérie du VIIIe siècle.

## Biographie
Selon les écrits de la tradition arménienne de l'histoire géorgienne, basés sur les travaux de l'historien Vardan et publiés par Marie-Félicité Brosset, Achot Ier, aussi connu sous le nom d'Achot le Grand, est regardé comme le fondateur de la dynastie géorgienne des Bagrations. Son règne aurait commencé en 786, ou au plus tôt en 780 ; Achot est ainsi considéré comme le successeur direct de saint Artchil, le dernier membre de l'ancienne famille royale d'Ibérie des Chosroïdes. Toutefois, la vraie date de l'accession au trône d'Achot serait plus tardive, soit lors des dernières acquisitions des terres de son père Adarnassé qui sont mentionnées par les sources après la mort d'Artchil.
Achot Ier règne initialement en tant qu'erismthawari dans une région autour de Tiflis, et domine tout le territoire de la Kvemo Karthlie, du sud et du nord de la Shida Karthlie. Continuant la guerre incessante contre les Arabes, il commence par les exclure de ses domaines, mais les « Agariens » se vengent et le forcent à se retirer de la Karthlie centrale pour rejoindre ses possessions héréditaires de Tao-Klarjéthie. Reconnu en tant que prince-primat d'Ibérie par la cour de Byzance en 813, il reçoit le titre de curopalate et s'installe lui-même dans la province déserte de Klarjéthie, où il restaure le château d'Artanoudji (aujourd'hui Ardanuç, dans le nord de la Turquie), construit quatre siècles auparavant par le roi Vakhtang Ier Gorgassali. Pour faire revivre le pays dévasté par les Arabes et les épidémies de choléra, il patronne l'établissement de la communauté monastique locale par Grigol Khandzthéli, et encourage l'arrivée des Géorgiens dans la région. Le résultat de ces opérations est donc que le centre politique et religieux de l'Ibérie est déplacé de la Karthlie centrale à la province du sud-ouest de la Géorgie de Tao-Klarjéthie.
De sa base en Klarjéthie, Achot combat durement pour recouvrir plus de terres géorgiennes occupées par les Arabes. Dans la fin des années 810, il s'allie à Théodose II d'Abkhazie (810/811-836/837) afin d'arrêter l'avancée du chorévêque de Kakhéthie Grigol qui occupe alors une partie des domaines d'Achot dans le Shida Karthlie. Grigol, qui s'est déjà allié à l'émir de Tiflis Ismaïl ibn Chouab et aux peuples caucasiens des Mthiouls et des Tsanars, est défait par Achot lors de la bataille de Ksani. La principale conséquence de cette bataille est la restauration du pouvoir d'Achot dans la région.
En 827/828, Khalid ben Yazid, le vice-roi arabe d'Arminie (Arménie), devient un des principaux ennemis de la principauté d'Achot. Achot Ier Bagration doit encore être vivant à cette période, et la chronique géorgienne de Soumbat, qui dit qu'Achot est assassiné en 826, est probablement fausse. Il est plus probable que l'événement se soit produit quatre ans plus tard, en 830. Achot est enterré dans l'église des Saints-Apôtres-Pierre-et-Paul qu'il a fait construire à Artanoudji. Il est canonisé par l'Église orthodoxe de Géorgie, qui célèbre le jour de son martyre le 29 janvier.

## Famille et descendance
Selon Cyrille Toumanoff, Achot Ier Bagration a quatre enfants d'une épouse inconnue:
- une fille, qui épouse Théodose II, roi d'Abkhazie ;
- Adarnassé II, duc de Tao Supérieur et de Calarzène ;
- Bagrat Ier, duc de Tao Inférieur, puis prince-primat d'Ibérie ;
- Gouaram V, prince de Djavakéti et de Samtskhé.